# Chủng tộc PC Thượng đẳng

Ví dụ về một giàn PC chơi game chuyên dụng.

Chủng tộc PC Thượng đẳng (tiếng Anh: PC Master Race), đôi khi còn được đề cập theo ngữ cú nguyên bản là Chủng tộc Chơi game PC Thượng đẳng Huy hoàng (tiếng Anh: Glorious PC Gaming Master Race), là một thuật ngữ mang tính tiểu văn hóa internet, cộng đồng internet và mang tính mỉa mai để nói về tính ưu việt của việc chơi game PC. Nó được giới game thủ sử dụng để so sánh việc chơi game PC với việc chơi game console.
Theo lối nói hiện tại, thuật ngữ này thường được sử dụng bởi 'những người đam mê PC' để mô tả bản thân họ làm một nhóm, cũng như niềm tin của họ vào tính vượt trội của nền tảng PC so với console, hay viện dẫn các tính năng như đồ họa tiên tiến hơn, tốc độ khung hình mượt mà hơn, miễn phí chơi trực tuyến, tương thích ngược, có thể sửa đổi, nâng cấp, tùy chỉnh, chi phí về lâu về dài thấp hơn, tiêu chuẩn mở, đa nhiệm, và hiệu suất tốt. Hình tượng phổ biến, thảo luận, và truyền thông mà có đề cập thuật ngữ đấy thì cũng thường hay mô tả người dùng console mà ưa chuộng console hơn PC là "nông dân console" và những người chơi trên PC là "Chủng tộc Chơi game PC Thượng đẳng Huy hoàng".

## Lịch sử

### Sáng tạo
—Ben Croshaw
 Năm 2008, tay viết hài hước Ben "Yahtzee" Croshaw đã sử dụng thuật ngữ mang tính hài hước quá khích "Chủng tộc Chơi game PC Thượng đẳng Huy hoàng" trong một video đánh giá của Zero Punctuation về trò chơi nhập vai The Witcher cho tạp chí trò chơi trực tuyến The Escapist. Croshaw đã giải thích rằng ý định ban đầu của anh ta trong việc đề cập đến hệ tư tưởng chủng tộc thượng đẳng của Đức Quốc xã khi anh ta đặt ra thuật ngữ gay gắt 'Chủng tộc Chơi game PC Thượng đẳng Huy hoàng' lúc đó là để bỡn cợt lên cái thái độ tinh hoa mà anh ta nhận thấy trong một số nhóm người chơi PC của Witcher vào thời điểm The Witcher được phát hành, mấy người đó đã phàn nàn về bản phát hành PC của tựa game đấy có khả năng đã bị bản port console gây ảnh hưởng một cách tiêu cực:
 "Lúc đó tôi làm thế mang tính mỉa mai, để minh họa cái điều tôi nhận thấy lúc đó là một thái độ tinh hoa nằm trong một số kiểu game thủ PC nhất định. Những người mà đầu tư vào những bộ PC chơi game đắt đỏ và liên tục dành tiền để chắc ăn rằng chiếc tháp PC nhá sáng của họ có công nghệ hợp thời nhất. Những kẻ mà thậm chí lại ưa mấy trò chơi hay giở giời khi chạy và mấy trò có giao diện bàn phím rắc rối, chỉ vì mấy trò ấy làm nản chí những người chơi mới, những người chơi "casual" với sự hiện diện của họ bằng cách nào đó sẽ làm vấy bẩn cả cộng đồng đấy. Lúc đó ý tôi là châm chọc."

### Tái thích đáng
—người dùng Reddit pedro19, người tạo ra subreddit /r/PCMasterRace
Thuật ngữ nhanh chóng trở nên phổ biến, nhưng với một ý nghĩa khác với ngụ ý ban đầu của Ben Croshaw. Bây giờ nó đang được sử dụng như một sự biểu đạt niềm tự hào trong giới game thủ PC, những người xem nền tảng PC của họ vượt trội so với các console trò chơi điện tử truyền thống nhờ phần cứng có thể mở rộng và nâng cấp, tiềm năng đồ họa, khả năng chi trả, thư viện trò chơi, hỗ trợ mod, tự do đầu vào và các tùy chọn ngoại vi, năng lực giả lập và các lý do phổ biến khác. Sự thay đổi về ý nghĩa và mức độ phổ biến rộng rãi này có thể được liên hệ về hồi tạo lập và phổ biến subreddit /r/PCMasterRace, nó được tạo bởi người dùng Reddit pedro19 vào năm 2011, nó đã quy tụ được một triệu thành viên vào tháng 7 năm 2017.
Tuy rằng The Escapist đã tiếp tục phổ biến hóa việc sử dụng thuật ngữ đấy (hoặc ít nhất là thuật ngữ "Chủng tộc Chơi game PC Thượng đẳng Huy hoàng") trong các tập sau này trong vài năm, 'các tay viết trong các xuất bản liên quan chủ đạo đến máy tính và liên quan đến chơi game hơn' thì lại có xu hướng tránh sử dụng thuật ngữ đấy vì những sự liên tưởng tiêu cực của nó, chẳng hạn như Chủ nghĩa quốc xã. Đầu năm 2015, Tyler Wilde, biên tập viên điều hành của PC Gamer, đã đề nghị thuật ngữ này nên được từ bỏ hoàn toàn trong một bài viết có tiêu đề "Hãy ngưng tự gọi mình là Chủng tộc PC Thượng đẳng". "Khi lần đầu tiên nó được dùng làm một trò đùa ngoa dụ thì nó có tác dụng như một trò đùa ngoa dụ, và lúc đó tôi thấy hơi vui vui mà tiếp nhận sự chỉ trích đấy theo kiểu mỉa mai—trong giây lát [thôi], [nhưng] khi tôi thấy bọn trẻ con khoe khoang về cái sở thuộc 'chủng tộc thượng đẳng' của chúng theo kiểu không hề mang tính mỉa mai trên các diễn đàn, thì mặt tôi rúm cả lại." Thay vào đó, Tyler đã đề nghị thay thế thuật ngữ này, và đã đưa ra các ví dụ như "Những người Bàn phím Đáng sợ" (Fearsome Keyboard People) và "Những Con mèo Sét PC" (PC Thunder Cats). Bài báo đã vấp phải một số sự bất đồng tình từ phía những người tin rằng việc sử dụng thuật ngữ kia mang tính chấp nhận được chứ không phải là không. Trong khi Ben Croshaw công nhận thuật ngữ đấy có đề cập đến và bắt nguồn từ Đức Quốc Xã, anh đã phản bác rằng những người sử dụng thuật ngữ đấy mà không biết gì về mối liên đới thì có thể được nhìn nhận một cách tích cực như một dấu hiệu cho thấy những lý tưởng đó và những sự liên tưởng đến Đức Quốc Xã trong lịch sử của họ đã phai mờ khỏi tâm trí công chúng. Anh cũng đã ám chỉ rằng các nỗ lực để kích động từ bỏ thuật ngữ này có kiểu phần nào hao hao như "cảnh sát tư tưởng" trong 1984, phê phán bài báo của Tyler Wilde. Croshaw sau đó đã nhạo báng thừa nhận sự chán ghét của mình đối với thuật ngữ đấy, giễu cợt đề nghị ra thuật ngữ "PC Gaming Dick-Slurp All Stars" để thay thế.

### Phổ biến hóa
Sự phát triển nhanh chóng của thuật ngữ "Chủng tộc PC Thượng đẳng" (đã được rút ngắn và được tái thích đáng) cũng như nhiều nhóm cộng đồng có liên đới với nó đã thu hút sự chú ý của các công ty phần cứng và trò chơi máy tính có liên quan như Corsair và Valve, cũng như những người nổi tiếng như Terry Crews. Từ năm 2015, vài công ty công nghệ lớn đã hợp tác với nhóm Chủng tộc PC Thương đẳng để tổ chức các cuộc thi, sự kiện và giveaway, như AMD, Corsair, Cooler Master, Oculus VR, NZXT, và Nvidia. Họ cũng đã cộng tác chặt chẽ với dự án Folding@Home, một dự án điện toán phân tán do Đại học Stanford phát triển, đều đặn thúc đẩy các thành viên của cộng đồng quyên tặng sức mạnh máy tính của họ cho khoa học, và tổ chức các sự kiện quảng bá để chống lại ung thư và các bệnh tật khác, cũng như chủ trì một buổi AMA (Ask Me Anything - Hỏi Tôi Gì Cũng Được) với chính đội Folding@Home, buổi đấy có sự tham gia của các nhà điều tra và sinh viên từ Trung tâm Ung thư Tưởng niệm Sloan Kettering, Đại học Stanford và Đại học Temple.
Theo vài tài khoản mạng, thuật ngữ này đã trở thành một Meme Internet, và là điểm khởi phát cho các cuộc tranh luận về mức độ phổ biến tương đối của các nền tảng chơi game. Nhà đánh giá Paul Tassi ở Forbes cho rằng trong cuộc đấu nền tảng, PC có lợi thế vì chúng là "vật nhu yếu" cho cuộc sống mỗi ngày trong khi console là một thứ "xa xỉ" có cái giá hàng trăm đô-la và chỉ mang lại một vài trò chơi hoặc tính năng khác nhau so với những thứ mà PC đã mang lại rồi.